# کازوما یاماگوچی
کازوما یاماگوچی (به انگلیسی: Kazuma Yamaguchi) بازیکن فوتبال اهل ژاپن و عضو باشگاه فوتبال کاشیما آنتلرز است.